# Giacomo Vrioni
Giacomo Vrioni (albanés: Xhakomo Vrioni; San Severino Marche, Italia, 15 de octubre de 1998) es un futbolista albanés que juega de delantero en el C. F. Montréal de la Major League Soccer.

## Trayectoria

### U. C. Sampdoria
Nacido en San Severino Marche, Macerata, antes de incorporarse a la U. C. Sampdoria, jugó en el equipo de Serie D Matelica Calcio donde disputó cuatro partidos. En enero de 2015 se incorporó a la cantera de la Sampdoria donde jugó un total de 58 partidos, marcando 20 goles y dando 6 asistencias. En la temporada 2016-17 también fue suplente no utilizado en dos ocasiones: una en la Serie A contra el Palermo F. C. y otra en la Copa Italia contra el Cagliari Calcio.

#### Préstamo al Pistoiese
El 20 de julio de 2017 fue fichado por el U. S. Pistoiese de la Serie C en régimen de cesión por una temporada. El 17 de septiembre debutó en la Serie C con el Pistoiese como suplente en sustitución de Devis Nossa en el minuto 67 y en el 74 marcó su primer gol como profesional en el empate a domicilio contra el Pro Piacenza 1919. El 4 de octubre jugó su primer partido con el club como titular, un empate a domicilio 0-0 contra el Olbia Calcio 1905, y fue sustituido por Claudio Zappa en el minuto 69. El 23 de octubre marcó su segundo gol en el minuto 8 del empate a domicilio 2-2 contra el U. S. Città di Pontedera. El 17 de diciembre jugó su primer partido completo y consiguió el primer triplete de su carrera en la victoria por 3-1 en casa contra el U. S. Gavorrano. Terminó su cesión al Pistoiese con 27 partidos, 8 goles y 4 asistencias.

#### Préstamo al Venezia F. C.
El 9 de julio de 2018 fue cedido al Serie B del Venezia F. C. en un contrato de préstamo de una temporada. El 5 de agosto debutó en la derrota en casa contra el FC Südtirol en la segunda ronda de la Copa Italia. El 26 de agosto debutó en la Serie B en una victoria por 1-0 en casa contra el Spezia Calcio, siendo sustituido por Alexandre Geijo a los 76 minutos. Cuatro meses después, el 3 de diciembre, marcó su primer gol en la Serie B con el club en el minuto 46 de un empate a domicilio contra el Calcio Foggia 1920 S. S. D. Terminó su cesión con 25 apariciones, 11 de ellas como titular, 1 gol y 2 asistencias, pero solo jugó 4 partidos completos.

#### Préstamo al A. S. Cittadella
El 19 de julio de 2019 se incorporó al Serie B del A. S. Cittadella en calidad de cedido hasta el 30 de junio de 2020. El 18 de agosto debutó con el Cittadella como suplente en sustitución de Davide Diaw en el minuto 84 de un partido ganado por penaltis en la tercera ronda de la Copa Italia contra el Carpi F. C. Seis días después, el 24 de agosto, debutó en la liga con el club como sustituto de Giuseppe Panico en el minuto 81 de la derrota por 3-0 en casa contra el Spezia Calcio. El 31 de agosto jugó su primer partido como titular con el Cittadella, una derrota a domicilio por 4-1 contra el Benevento Calcio, y fue sustituido por Alberto Paleari a los 46 minutos. En enero de 2020 fue repescado por la Sampdoria dejando al Cittadella con solo 5 apariciones.

### Juventus de Turín
El 30 de enero de 2020 se unió a la Juventus de Turín por una cantidad no revelada; lo trasladaron a su equipo de reserva Juventus de Turín sub-23 en la Serie C. Debutó como profesional, y en la Serie A, con el primer equipo el 1 de agosto, en una derrota en casa por 3-1 contra la A. S. Roma, entrando como sustituto de Gonzalo Higuaín en la segunda parte. El 27 de noviembre de 2020 se lesionó el peroné, lo que le obligó a estar de baja durante cinco meses. Regresó de su lesión el 25 de abril de 2021, jugando en una victoria en casa por 1-0 contra el Carrarese Calcio 1908; también marcó el gol de la victoria desde el punto de penalti.

#### Préstamo al WSG Tirol
El 5 de julio de 2021 fue cedido al WSG Tirol de la Bundesliga austríaca. El 17 de julio debutó en la victoria a domicilio por 3-0 contra el SV Leobendorf en la primera ronda de la Copa de Austria, marcando su primer gol con el club.

### New England Revolution
El 5 de julio de 2022 firmó un contrato de tres años con el New England Revolution de la Major League Soccer.

## Selección nacional

### Italia
Representó a Italia en las categorías sub-18 y sub-19. El 9 de marzo de 2016 debutó en la categoría sub-18 como suplente sustituyendo a Simone Lo Faso en el minuto 61 de un empate en casa (1-1) contra Suiza sub-18. El 11 de agosto de 2016, debutó en la categoría sub-19 en una derrota en casa por 1-0 contra Croacia sub-19, donde jugó todo el partido. El 6 de septiembre de 2016 marcó su primer gol internacional, como suplente, en el minuto 94 de una victoria en casa por 3-1 contra Turquía sub-19.

### Albania
En septiembre de 2018 cambió su lealtad a su país de origen, Albania, tras ser convocado con su selección sub-21 para un amistoso contra su país de nacimiento, Italia. Se estrenó en este partido, marcando el gol del empate en el último minuto de la derrota por 3-1, ya que el equipo italiano marcó dos goles en el tiempo de descuento.
Debutó con la selección absoluta de Albania el 14 de octubre de 2018, saliendo como suplente en la segunda parte de la derrota a domicilio por 2-0 ante Israel en la Liga de Naciones de la UEFA.

## Estadísticas

### Clubes
Actualizado al último partido disputado el 7 de octubre de 2023.
| Club                                  | Div.          | Temporada     | Liga  | Liga  | Copas nacionales | Copas nacionales | Copas internacionales | Copas internacionales | Total | Total |
| Club                                  | Div.          | Temporada     | Part. | Goles | Part.            | Goles            | Part.                 | Goles                 | Part. | Goles |
| ------------------------------------- | ------------- | ------------- | ----- | ----- | ---------------- | ---------------- | --------------------- | --------------------- | ----- | ----- |
| U. S. Pistoiese · Italia              | 3.ª           | 2017-18       | 27    | 8     | 0                | 0                | ―                     | ―                     | 27    | 8     |
| U. S. Pistoiese · Italia              | Total club    | Total club    | 27    | 8     | 0                | 0                | 0                     | 0                     | 27    | 8     |
| Venezia F. C. · Italia                | 2.ª           | 2018-19       | 24    | 1     | 1                | 0                | ―                     | ―                     | 25    | 1     |
| Venezia F. C. · Italia                | Total club    | Total club    | 24    | 1     | 1                | 0                | 0                     | 0                     | 25    | 1     |
| A. S. Cittadella · Italia             | 2.ª           | 2019-20       | 4     | 0     | 1                | 0                | ―                     | ―                     | 5     | 0     |
| A. S. Cittadella · Italia             | Total club    | Total club    | 4     | 0     | 1                | 0                | 0                     | 0                     | 5     | 0     |
| Juventus Next Gen · Italia            | 3.ª           | 2019-20       | 3     | 1     | 0                | 0                | ―                     | ―                     | 2     | 0     |
| Juventus Next Gen · Italia            | 3.ª           | 2020-21       | 8     | 2     | 0                | 0                | ―                     | ―                     | 7     | 1     |
| Juventus Next Gen · Italia            | Total club    | Total club    | 11    | 3     | 0                | 0                | 0                     | 0                     | 11    | 3     |
| Juventus de Turín · Italia            | 1.ª           | 2019-20       | 1     | 0     | 0                | 0                | 0                     | 0                     | 1     | 0     |
| Juventus de Turín · Italia            | 1.ª           | 2020-21       | 1     | 0     | 0                | 0                | 0                     | 0                     | 1     | 0     |
| Juventus de Turín · Italia            | Total club    | Total club    | 2     | 0     | 0                | 0                | 0                     | 0                     | 2     | 0     |
| WSG Tirol · Austria                   | 1.ª           | 2021-22       | 28    | 19    | 2                | 2                | ―                     | ―                     | 30    | 21    |
| WSG Tirol · Austria                   | Total club    | Total club    | 28    | 19    | 2                | 2                | 0                     | 0                     | 30    | 21    |
| New England Revolution Estados Unidos | 1.ª           | 2022          | 7     | 1     | 0                | 0                | ―                     | ―                     | 7     | 1     |
| New England Revolution Estados Unidos | 1.ª           | 2023          | 27    | 5     | 1                | 0                | 4                     | 3                     | 32    | 8     |
| New England Revolution Estados Unidos | Total club    | Total club    | 34    | 6     | 1                | 0                | 4                     | 3                     | 39    | 9     |
| Total carrera                         | Total carrera | Total carrera | 130   | 37    | 5                | 2                | 4                     | 3                     | 139   | 42    |